# جبل آثوس
جبل آثوس (باليونانية: Όρος Άθως)، ويعرف أيضا بالجبل المقدس يقع في شمال اليونان ويعتبر منطقة سكنية، حيث يقيم هناك رهبان من مختلف الكنائس الأرثوذكسية. يحتل الجبل أقصى شرق النتؤات الثلاثة لشبه جزيرة كالسيديس(و تنطق باليونانية خالكذيكيس)، والتي تقع بدورها ضمن مقاطعة مقدونيا المطلة على بحر إيجة.
في الفترة الكلاسيكية من تاريخ اليونان عرفت شبه جزيرة كالسيديس بأكتي Ακτή، اليوم تعرف المنطقة سياسيا بولاية الجبل المقدس النسكية المستقلة ذاتياً. يخضع الجبل روحيا لسلطة بطريرك القسطنطينية المسكوني.
عاصمة الجبل والبلدة الوحيدة فيه هي كاريس، وقد أدرج جبل آثوس ضمن قائمة التراث العالمي لمنظمة اليونيسكو عام 1988.

## لمحة تاريخية
أقدم ذكر لجبل آثوس في المخطوطات القديمة موجود في إلياذة هوميروس. وفي القرن الخامس قبل الميلاد قام الملك الفارسي خشایارشا الأول بشق قناة في أكتي بطول 2.4 كم لتأمين حركة أسطوله وحمايته من أي محاولة للالتفاف حوله والإيقاع به، وآثار تلك القناة لا تزال واضحة للعيان حتى اليوم. 

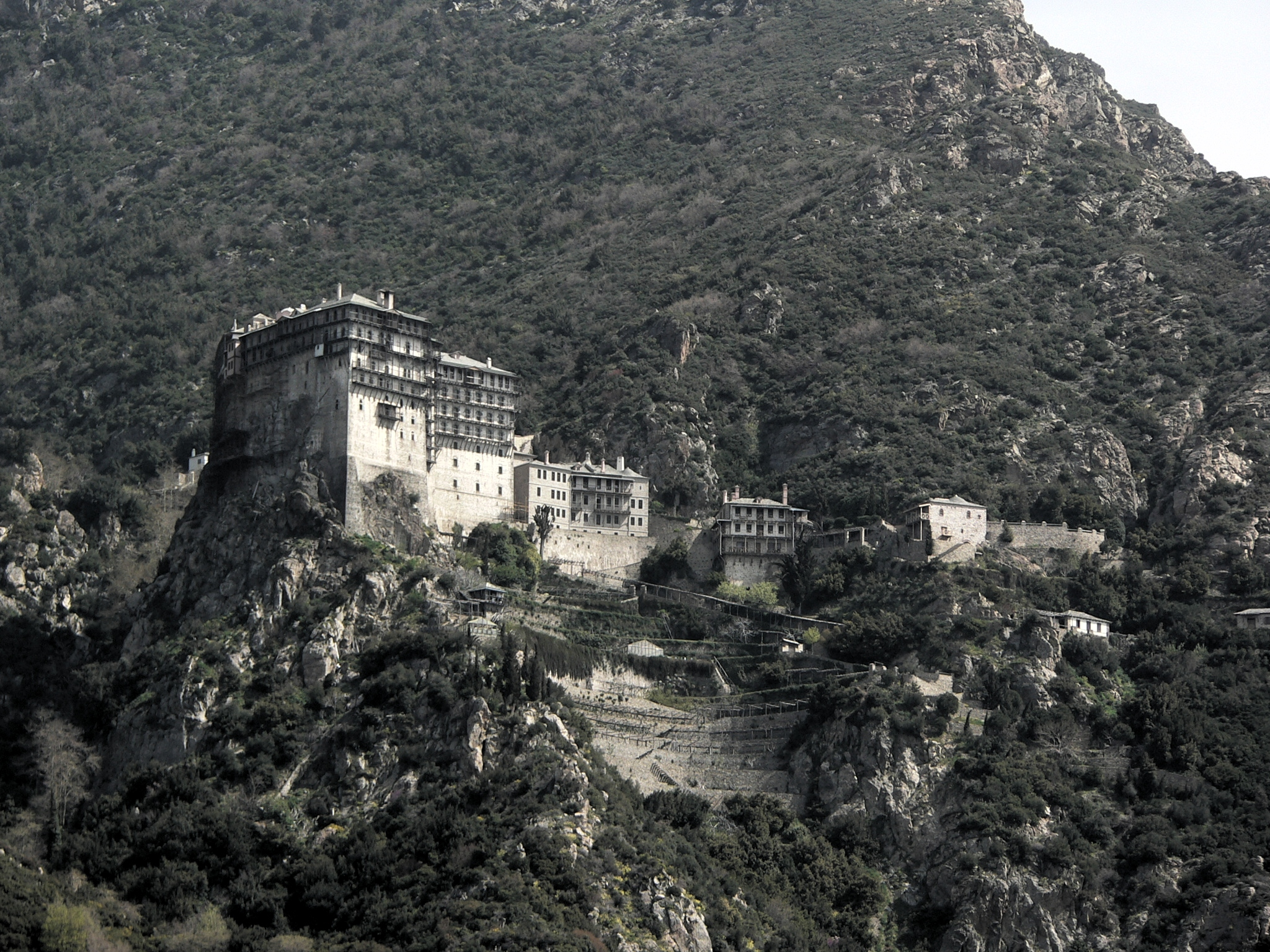
دير سيمونوبيترا، من أديرة جبل آثوس

أما الرهبان فقد استوطنوا هذا الجبل بدءاً من عام 850م ولكن الحياة الرهبانية المنظمة بدأت فيه فعلا عام 963م، عندما قام القديس أثناسيوس الطرابزوني بمساعدة من الإمبراطور نقفور الثاني فوكاس بتأسيس أول دير في آثوس. قام لاحقا الإمبراطور يوحنا الأول تزيميسيس بتعيين القديس أثناسيوس حاكما على رهبان الجبل على الرغم من المعارضة التي أبدوها لهذا القرار. 
وخلال القرن الحادي عشر بنيت أديرة كثيرة في تلك المنطقة، ساعد على إنشائها الهبات القادمة من روسيا ومن البلدان السلافية الأخرى، وفي وقت قصير طغى الطابع الأرثوذكسي على شبه جزيرة كالسيديس. ومع حلول عام 1400 بلغ عدد الأديرة هناك قرابة الأربعين ديرا بقي منها اليوم النصف. آخر ما بني من تلك الأديرة هو دير ستافرونيكيتا والذي تأذى عدة مرات من الحرائق وأعيد بناؤه للمرة الأخيرة في القرن السادس عشر.
في القرن الخامس عشر تخلت بعض الأديرة عن النظام الإداري الصارم للجماعات الرهبانية، والقاضي بوجود آباتي (راهب رئيس) له سلطات واسعة في الدير، واتجهوا لتبني منهج أكثر انفتاحا وتحررا يسمح للرهبان بأن يكون لهم ممتلكاتهم الشخصية، وأيضا إقامة نظام رئاسي يقوم على انتخابات سنوية لراهبين موثق بهما لإدارة شؤون الجماعة.

## فترة الحكم العثماني
عندما استولت الدولة العثمانية على تسالونيكي عام 1430 م خضع رهبان جبل آثوس لسلطان الأتراك، سبب ذلك خلل في تنظيم الأديرة مما أدى إلى إفقارها بشكل سريع فدفعت تلك الحالة الرهبان لاعتماد أنظمة أكثر تحررا من نظام رئاسة الأديرة، كان من نتائجها ظهور الصوامع المتقشفة في القرن السادس عشر.
في عام 1783 شهد جبل آثوس إصلاحات ناجحة قام بها البطريرك غبريال الرابع.
خلال حرب استقلال اليونان (1821- 1832) عانت المجتمعات الرهبانية من عمليات النهب التي شنها الأتراك في المنطقة، إضافة إلى قيامهم بإحراق مكتبات بأكملها. وفي القرن التاسع عشر وبرعاية من القيصر الروسي شهد الجبل توسع في الأديرة الروسية وفي الممتلكات التابعة لها.

## جبل آثوس اليوم
في عام 1924 كتب دستور الجماعات الرهبانية في جبل آثوس وأقره الدستور اليوناني عام 1975، ينص هذا الدستور على وجود حاكم يمثل الحكومة اليونانية في المنطقة تعينه في منصبه هذا وزارة الخارجية، ولكن الإدارة الفعلية تكون بيد المجمع المقدس (Ierá Sýnaxis) والذي يتكون من أعضاء يمثلون جميع أديرة الجبل.
تحتوي كنائس الجبل على أمثلة ممتازة لفن الإيقونات البيزنطية، كما تحتوي مكتبات أديرته الباقية اليوم على كنوز من المخطوطات ترجع للعصور الكلاسيكية والوسطى.

## منع دخول النساء لجبل آثوس
يمنع دخول النساء لجميع مرافق المنطقة الأمر الذي أكسب الجبل قدرا من الشهرة. سبب آخر جعل جبل آثوس يقتصر على الرجال فقط هو أن ثيوتوكوس («والدة الإله» مريم العذراء باليونانية) ادعت أن هذا الجبل ملكها لهذا السبب لا يسمح لأي مرأة غيرها الدخول، لأنه المكان الوحيد محل تقدير ثيوتوكوس، ويدعى بحديقتها غير أن هنالك كاتبة فرنسية تنكرت بزي بحار لكي تدخل المنطقة وكتبت رواية شهر مع الرجال.
انتهاك حرمة الجبل ودخول النساء إليه يعاقب عليه بالسجن من سنة واحدة إلى سنتين. برلمان الاتحاد الأوروبي دعا اليونان مرتين لتغيير هذا القانون، ولكن الطلب رُفض. بالرغم من ذلك فقد أوى جبل آثوس اللاجئين بمن فيهم النساء مرتين في تاريخه، وذلك في اعقاب ثورة عام 1770 (المعروفة في اليونان باسم ورلوفيكا) وفي أعقاب ثورة عام 1821.

## وصلات خارجية
- موقع جبل آثوس يحتوي على خرائط الأديرة وكيفية الحصول على تصريح زيارة
- الموسوعة العربية
- الموسوعة البريطانية